# Cupiennius cubae
Cupiennius cubae är en spindelart som beskrevs av Embrik Strand 1909. 
Cupiennius cubae ingår i släktet Cupiennius och familjen Ctenidae. Inga underarter finns listade i Catalogue of Life.